# يوم الدفع (فلم 1922)
يوم الدفع (بالإنجليزية: Pay Day)، هو فيلم كوميدي أمريكي صامت من عام 1922 بطولة، سيناريو وإخراج تشارلي تشابلن، أٌنتج في استوديو فيرست ناشيونال فيلم.

## القصة
تشابلن في دور عامل في موقع بناء منزل. وعندما يتقاضى راتبه تطلب زوجته كل الأموال، لكنه يتمكن من توفير ما يكفي منه للخروج لشرب الخمر. ويعود إلى المنزل في الوقت المناسب ليتظاهر بأنه استيقظ للتو للذهاب إلى العمل.

## الممثلون
- تشارلي تشابلن - العامل
- فيليس ألين - زوجة العامل
- ماك سوين - مراقب العمال
- إدنا بيرفيانس - ابنة مراقب العمال
- سيد شابلن - تشارلي صديق / مالك عربة الغداء
- ألبرت أوستن - عامل
- جون راند - العامل الذي يرمي الطوب
- لويال وندروود - العامل ذو اللحية
- هنري بيرغمان - الرفيق السمين السكران
- آل إرنست غارسيا - الرفيق الطويل السكران / شرطي

## روابط خارجية
- Pay Day على يوتيوب
- مقالات تستعمل روابط فنية بلا صلة مع ويكي بيانات